# Rektorat samodzielny Najświętszego Serca Pana Jezusa w Łopuszce Małej
Rektorat samodzielny Najświętszego Serca Pana Jezusa w Łopuszce Małej − samodzielny rektorat rzymskokatolicki znajdujący się w archidiecezji przemyskiej w dekanacie Kańczuga.  Jest prowadzona przez księży diecezjalnych. 